# سریوان تپه (بجنورد)
سریوان تپه یک روستا در ایران است که در دهستان بدرانلو شهرستان بجنورد واقع شده‌است. سریوان تپه زیر سه خانوار جمعیت دارد.
دهیار این روستا حسن فلاح بود.  

## جمعیت
جمعیت این روستا طبق سرشماری عمومی نفوس و مسکن سال ۱۳۹۵ زیر سه خانوار است

## زبان
زبان مردم این روستا کردی است.